# Xiang Xiang (panda)
Xiang Xiang (25 août 2001 - 19 février 2007) fut le premier panda géant à être relâché dans la nature après avoir été élevé en captivité. 
Né au Wolong Giant Panda Research Center dans la province du Sichuan, Xiang Xiang a subi un programme d'entraînement de trois ans destiné à lui donner les compétences nécessaires pour survivre dans la nature. Équipé d'un collier radio à sa libération en avril 2006, l'animal de cinq ans était suivi chaque mois pour vérifier ses mouvements et ses habitudes alimentaires. Malgré cette préparation intensive, Xiang Xiang fut retrouvé mort moins d'un an après sa libération. L'agence de presse Xinhua annonça la mort du panda le 31 mai 2007, plus de trois mois après l'incident, citant « la nécessité d'une enquête approfondie » comme raison du retard. Les responsables du Centre de recherche ont déterminé qu'une chute des arbres était la cause probable du décès. Des égratignures sur le corps de Xiang Xiang suggèrent qu'il était probablement poursuivi par d'autres pandas lorsqu'il est tombé.